# Acajutla
Acajutla és un municipi d'El Salvador.
Està situat al sud-oest del departament de Sonsonate. Limitat al nord per Guaymango i Santo Domingo de Guzmán, a l'est per Sonsonate, al sud per l'oceà Pacífic i a l'oest per Jujutla. Té una població de 52.359 habitants segons cens del 2007 ocupant el lloc número 27 en població i està dividida en 9 cantons i 84 llogarets. Acajutla posseeix el principal port marítim d'El Salvador del que surt gran part de l'exportació de cafè, sucre i bàlsam.

## Història
El 8 de juny de 1524 es va lliurar la que ha estat qualificada com la batalla més sagnant de la conquesta. En les proximitats d'Acajutla, l'exèrcit pipil va ser completament aniquilat a mans de Pedro de Alvarado qui al seu torn era comandat per Hernán Cortés que anteriorment havia conquistat Mèxic i Guatemala.
La victòria per als espanyols no va ser fàcil doncs en ella van perir molts soldats de l'armada espanyola i fins al propi Pedro d'Alvarado va resultar ferit a causa d'una fletxa a la cuixa esquerra llançada pel príncep Atonal, ferida que el va mantenir a la vora de la mort durant vuit mesos, deixant-lo coix per la resta de la seva vida.

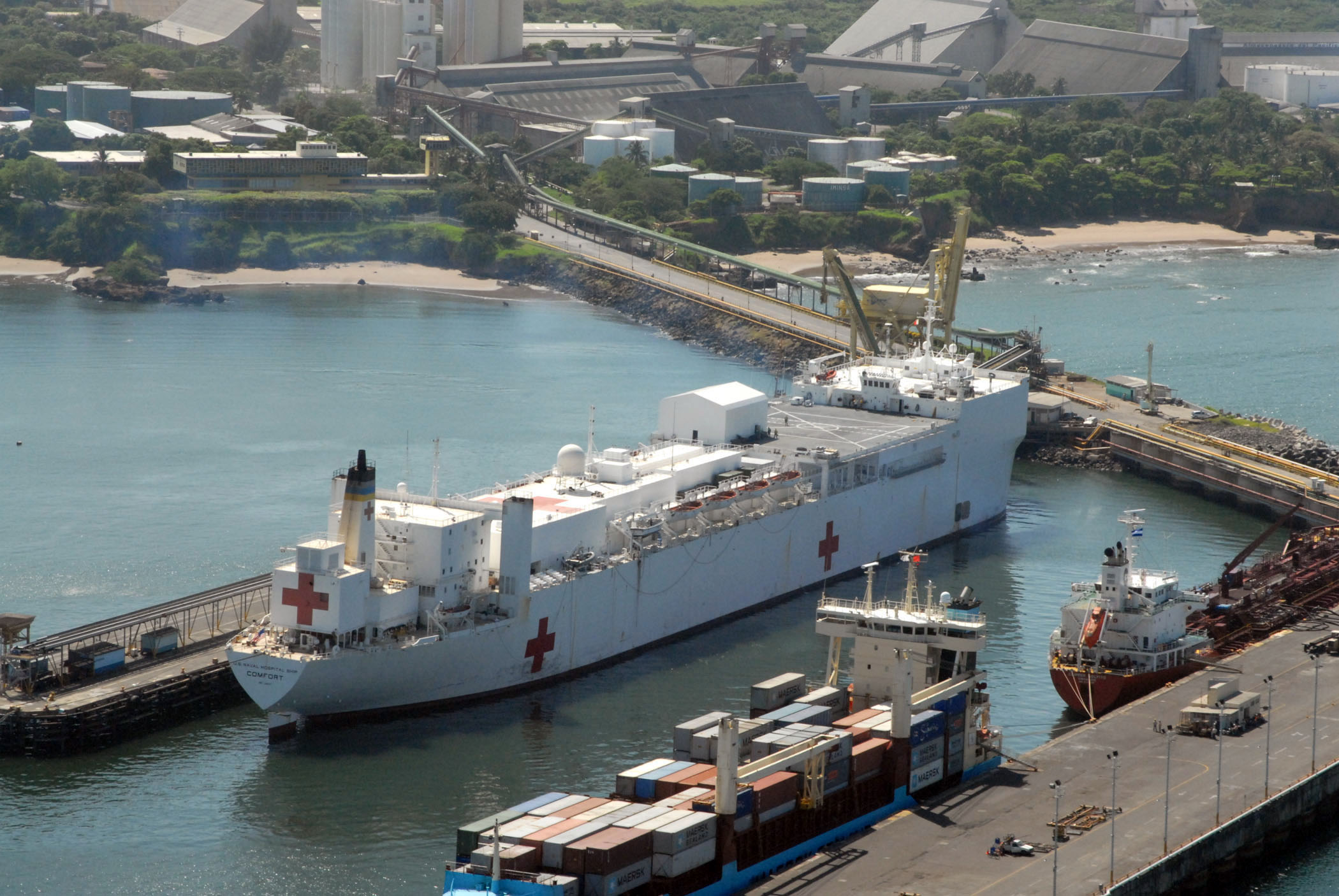
El vaixell USNS Comfort al port de Acajutla.

Acajutla va esdevenir un important port colonial per a l'Imperi espanyol, aquest com a part del Regne de Guatemala el qual al seu torn estava subordinat al Virregnat de Nova Espanya. Després de completat el procés d'independència d'El Salvador, per a l'any 1838, l'economia nacional es va tornar altament depenent de la creixent exportació de cafè. El ràpid creixement d'aquesta lucrativa collita, va propiciar profunds canvis socioeconòmics a la regió i va atreure l'interès d'inversors estrangers i amos de plantacions locals. El desenvolupament de la infraestructura del port va ser considerada necessària per assegurar el transport de collites des de l'interior fins a ser carregades eficientment en els vaixells.

## Festes
Són movibles pel calendari litúrgic catòlic. Generalment se celebren entre l'última setmana de maig o la primera de juny, sota el patrocini de la Santíssima Trinitat

## Ciutats agermanades
- Santa Ana, El Salvador[2]